# 南狄
南 狄（なん てき、朝鮮語: 남적、生没年不詳）は、唐の官僚。中国系の高句麗人。安東都護府管轄下の磨米州の都督の職を担当した。孫の南単徳の墓誌によると、南氏の祖先は中古時期に中原の戦乱を避けて、平壤に移住していた。

## 人物
南狄と息子の南于は、高句麗滅亡後、安東都護府管轄下の城傍の子弟として唐によって安置されていたが、その後、城傍子弟の首領となる。遼東の高句麗故地の城傍は帰順した高句麗兵士を安置する行政組織として、唐の東北辺疆を護持する役割をもっていた。その後、何らかの職務を担当し、後に安東都護府管轄下の磨米州都督に任官、唐の東北辺境の護持にあたる。
孫の南単徳の墓誌が2010年に西安市東灞橋区紅旗郷から出土しており、西安碑林博物館が所蔵している。墓誌文の「皇唐」および南単徳の年齢から、南狄の年齢を推算するとと、南狄が磨米州都督を担当したのは、唐と武周政権の交替後とみられるが、具体的な時期は、史料がないため定論しがたい。しかし、南狄の年齢と当時の情况から分析すると、697年の磨米城での戦いの後とみられる。